# Friedrich Karl Hartig
Friedrich Karl Hartig (* 3. November 1768 in Gladenbach; † 21. Juli 1835 im Landeshospital Hofheim) war ein deutscher Forstbeamter und Forstwissenschaftler.

## Leben
Hartig stammte aus einer forstlich geprägten Familie. Sowohl sein Vater Friedrich Christian Hartig (1734–1815) als auch sein Großvater Ernst Friedrich Hartig (1698–1759) waren Förster. Er erhielt seine forstliche und jagdliche Ausbildung in den Revieren seines Vaters. Er studierte an den Universitäten von Marburg, Gießen und Göttingen. Seine praktische Ausbildung stand auch unter dem Einfluss seines Bruders Georg Ludwig Hartig, der zu dieser Zeit Forstmeister und Direktor eines forstlichen Ausbildungsinstituts in Hungen war.
Hartig wurde, vermutlich durch Vermittlung seines Bruders Georg Ludwig, 1792 Hoch- und Deutschmeister'scher Forstmeister in Mergentheim. Bei der ihm übertragenen Vermessung der dortigen Forste assistierte ihm sein jüngerer Bruder Ernst Friedrich Hartig. Nachdem die deutschherrischen Gebiete um Meregtheim an das Königreich Württemberg fielen, konnte er sich nicht mit der neuen Herrschaft arrangieren. 1809 folgte seine Entlassung aus dem Landesdienst und kurz darauf der Landesverweis, nachdem er sich beleidigenden über den Landesherrn geäußert hatte.
Hartig kehrte zunächst in sein Elternhaus zurück. In dieser Zeit begann er seine schriftstellerische Tätigkeit zu intensivieren. Es traten zunehmend sein angeschlagener psychischer Zustand zu Tage. Er hatte Probleme wegen seiner Streitsucht, war sehr menschenscheu und litt unter Verfolgungswahn. 1815 siedelte er nach Gießen über. Dort bewarb er sich 1816 um eine Privatdozentur an der Universität, die aber aufgrund seines psychischen Zustandes abgelehnt wurde. Nachdem er 1820 nach Lich gezogen war, tötet er dort 1822 im Wahn den Kanzlisten Herzberger.
Hartig wurde am 8. Oktober 1822 in das Hessen-Darmstädtische Landeshospital Hofheim eingewiesen. Dort blieb er, bis er 1835 an einem Schlagfluss starb.
Die Forstleute Friedrich Hartig und Theodor Hartig waren seine Neffen.

## Werke (Auswahl)
- Ueber die beste Hau-Zeit des Wurzelholzes: eine Untersuchung, Baumgärtner, Leipzig 1807.
- Jagd-Gesetze oder Schußordnung, Monath, Altdorf 1807.
- Untersuchung, ob die Hoch- und Niederwaldbehandlung nützlich oder schädlich sey?, Baumgärtner, Leipzig 1808.
- Forst- und Jagd-Staats-Recht, Baumgärtner, Leipzig 1809.
- Die Forstgeonomie und Lithologie, Baumgärtner, Leipzig 1810.
- Die angewandte Forst-Geometrie, Baumgärtner, Leipzig 1811.
- Vermischte Forstschriften, Baumgärtner, Leipzig 1812.